# Janua Major del duomo di Benevento
(Adolfo Venturi, Storia dell'arte italiana)
La Janua Major del duomo di Benevento è una porta in bronzo (466x340 cm), risalente ai secoli XII-XIII, la cui attribuzione è incerta.

## Storia

### Commissione e realizzazione (XII-XIII sec.)
Il duomo di Benevento subì importanti lavori di restauro, come attesta la Bolla del 1217, durante l'episcopato di Ruggiero, monaco cassinese, reggenza durata dal 1179 fino alla sua morte nel 1221. La monumentale facciata, eretta durante i lavori di restauro, è da attribuirsi al magister Rogerius, come riporta l'iscrizione sull'architrave della porta sinistra. L'iscrizione, infatti, a differenza di quanto ritenuto da Meomartini, non si riferisce al committente del restauro, l'omonimo arcivescovo, bensì all'artista che l'ha realizzata, come sostenuto dallo studioso Heinrich Wilhelm Schultz.
Inizialmente, lo studioso Pompeo Sarnelli ipotizzò che la Janua Major potesse essere stata commissionata e realizzata in tempi antecedenti al restauro di Rogerius, ascrivibili anche alla fine dell'XI secolo e all'inizio del XII, poiché in un pannello della porta era rappresentato il vescovo suffraganeo di Guarda Alferia, effettivamente nominato nei diplomi pontifici soltanto dal 1151 in poi, ma presente al Concilio Provinciale di San Milone del 1075. Anche Ciampini, Giovanni De Vita ipotizzarono una datazione simile. Lo studioso locale Meomartini contestò tale tesi e attribuì la commissione e la realizzazione della Janua Major durante l'episcopato di Ruggiero "imperocché non si sa che altro Arcivescovo abbia speso più di lui per la nostra cattedrale". Barbier de Montault sostenne, invece, che la commissione si fosse avuta durante l'episcopato di Enrico, reggenza avutasi dal 1157 al 1170, e che la lavorazione della porta non possa essere avvenuta prima poiché alcuni vescovi suffraganei in essa rappresentati furono aggregati all'Arcidiocesi di Benevento da Papa Adriano IV solamente in quell'anno. Secondo tale ipotesi, la Janua Major, solo successivamente alla sua realizzazione, sarebbe stata inglobata nei grandi lavoro di restauro della facciata, attuato sotto la guida del magister Rogerius. Lo studioso Ferdinando Grassi avanzò l'ipotesi che la fusione della porta risalisse alla prima metà del XIII secolo.
I moderni lavori di restauro della Janua Major, iniziati nel 1990 e conclusi nel 1999, portarono alla scoperta di un'antica scritta abrasa sulla prima delle 24 formelle raffiguranti i vescovi suffraganei della cattedra beneventana, quella che rappresenta il vescovo di Lesina. Tale scritta recita "Henricus beneventanus archiepiscopus" e fu successivamente sostituita con la scritta "Lesina episcopus". Tale scoperta ha permesso di datare la commissione e la realizzazione della Janua Major dopo il mese di luglio del 1156.

### Il terremoto (1688)
Il 5 giugno del 1688, alla vigilia di Pentecoste, avvenne un forte sisma, tra il X e l'XI grado della scala Mercalli, con epicentro Benevento-Cerreto Sannita. I danni che ne seguirono furono molto gravi. Nel 1693, l'arcivescovo Orsini ritenne necessario fondere le porte di bronzo della Basilica di San Bartolomeo, realizzate da Oderisio da Benevento, per restaurare la Janua Major.

### I bombardamenti americani (1943)
Tra il 12 e il 14 settembre del 1943, la Cattedrale di Benevento fu rasa al suolo dai bombardamenti americani, con la sola eccezione della facciata che, sebbene protetta da una muraglia di sacche di sabbia, rimase comunque fortemente danneggiata, tanto da ipotizzare la necessità di abbatterla, ipotesi fortunatamente scongiurata dal successivo intervento di restauro. La Janua Major fu anch'essa duramente colpita: appariva disarticolata in ogni suo elemento, i danni furono tali da ritenerla quasi irrimediabilmente perduta. Le formelle disperse nell'enorme massa di macerie furono recuperate da Lorenzo Danieli, il quale eroicamente si adoperò nel difficile lavoro rischiando di poter essere travolto da nuovi crolli o di essere colpito da eventuali bombe non esplose. Nella ricerca si ferì la mano. I frammenti della porta furono conservati nella Biblioteca capitolare di Benevento..

### Il restauro (1988-1990)
Subito dopo i bombardamenti, non si ipotizzò un possibile restauro della porta. Tale ipotesi cominciò a prendere forma dopo il terremoto del 1980 quando le formelle furono montate nella cripta del duomo su un pannello di legno.
Nel 1987, con l'intervento del maestro Sergio Angelucci, si constatò finalmente la possibilità di un restauro della Janua Major.
I lavori di restauro cominciarono nel 1989 e terminarono nel 1990, con l'intervento di Sergio Angelucci. Il maestro, però, si dissociò al progetto di ricollocazione della porta nell'atrio della cattedrale, ossia al suo interno a circa 3/4 metri dalla posizione originaria. Il 18 dicembre del 2012 la Janua Major è stata nuovamente posta nel duomo, benedetta dall'arcivescovo Andrea Mugione alla presenza delle autorità civili.
All'esterno del duomo, come porta principale è stata posta una riproduzione della Janua Major.

## Descrizione

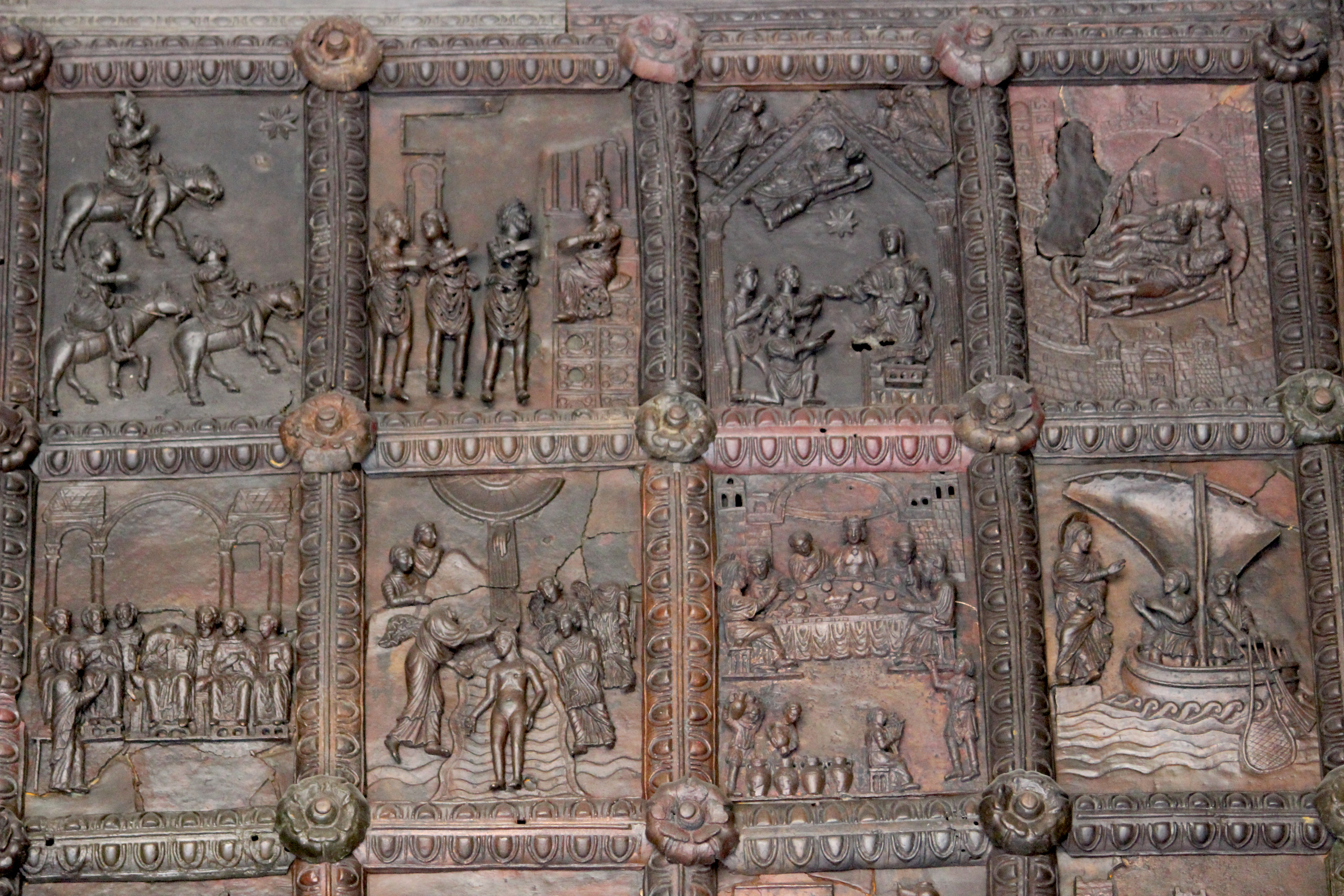
Pannelli 5-8 e 13-16

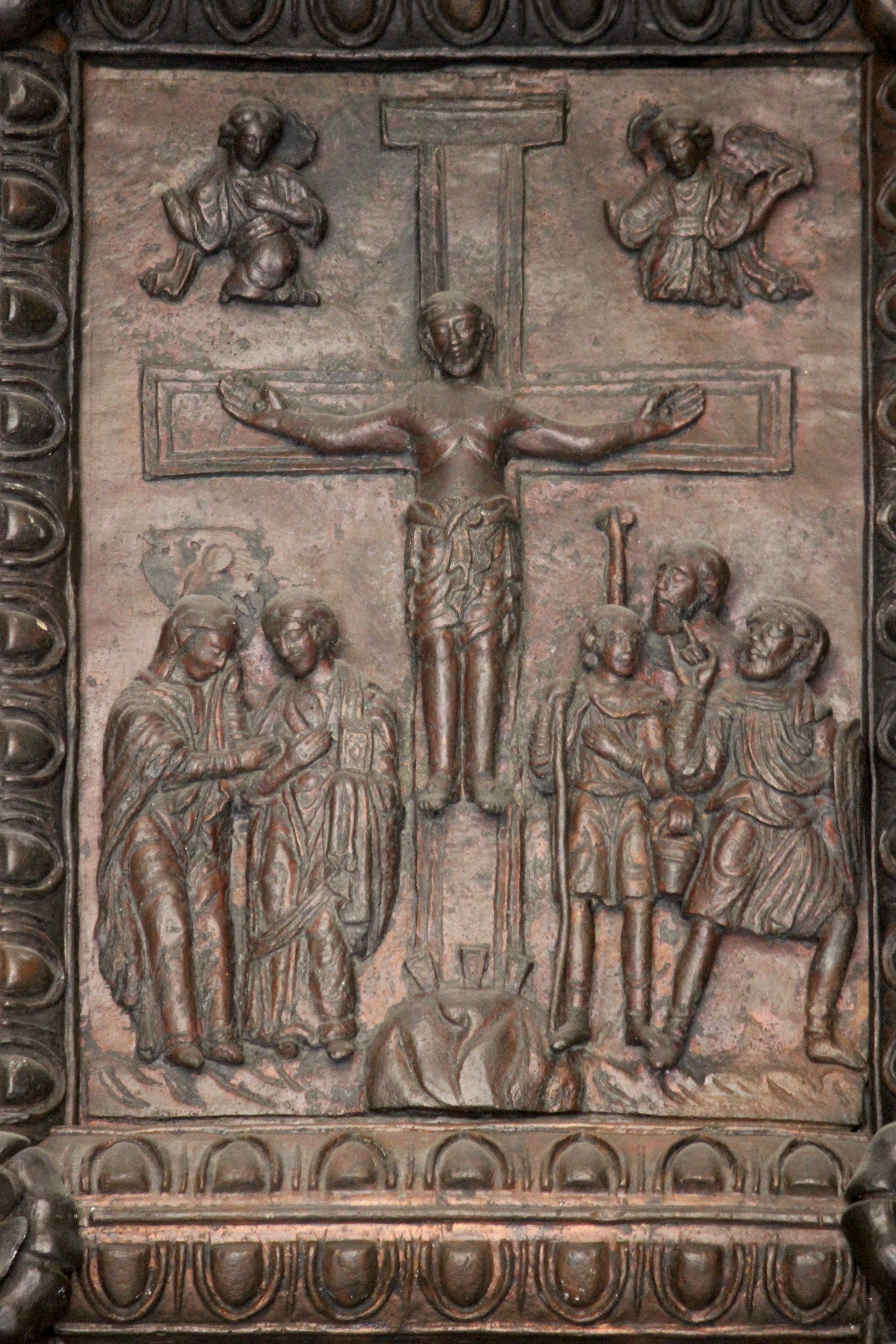
Gesù in croce

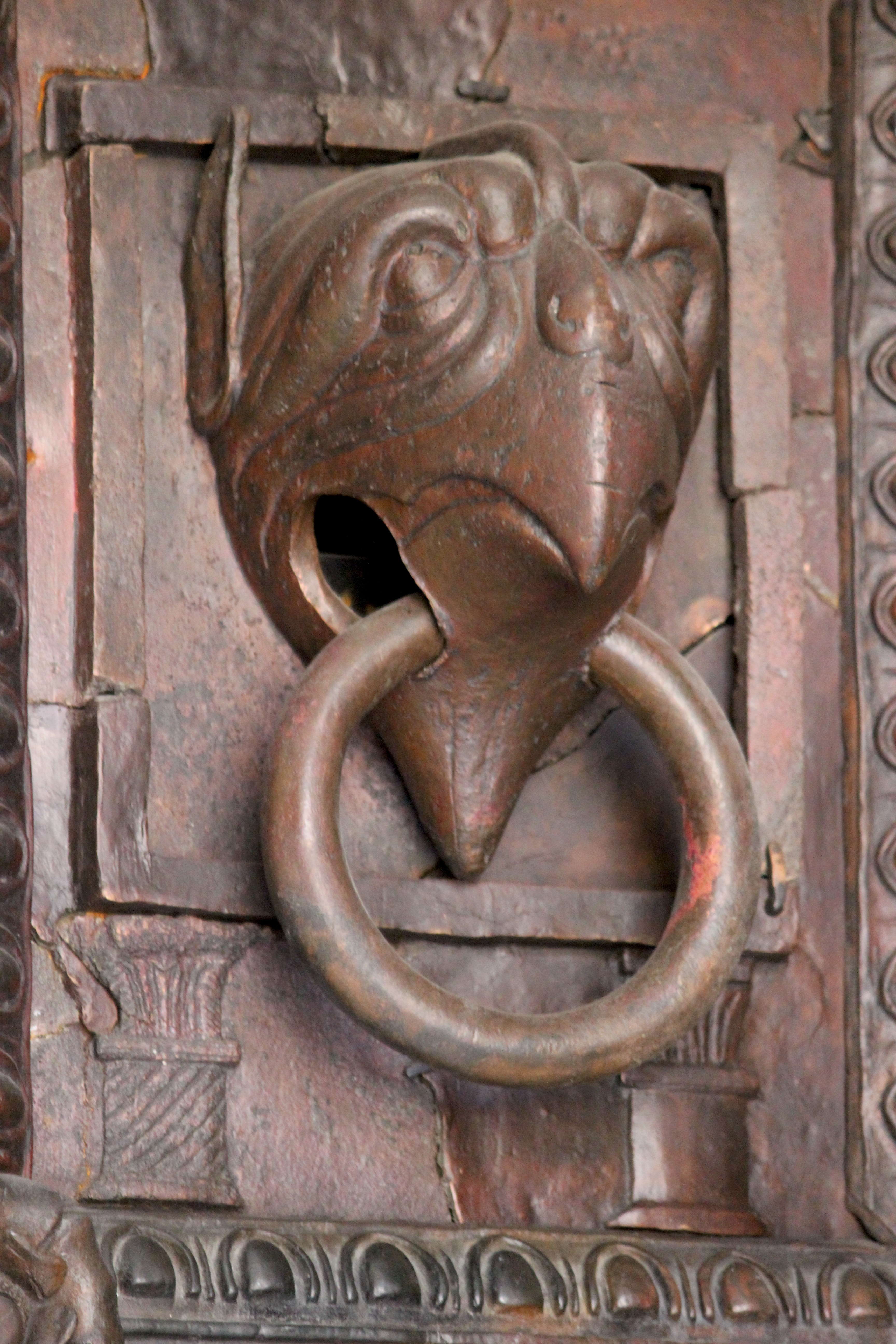
Un maniglione

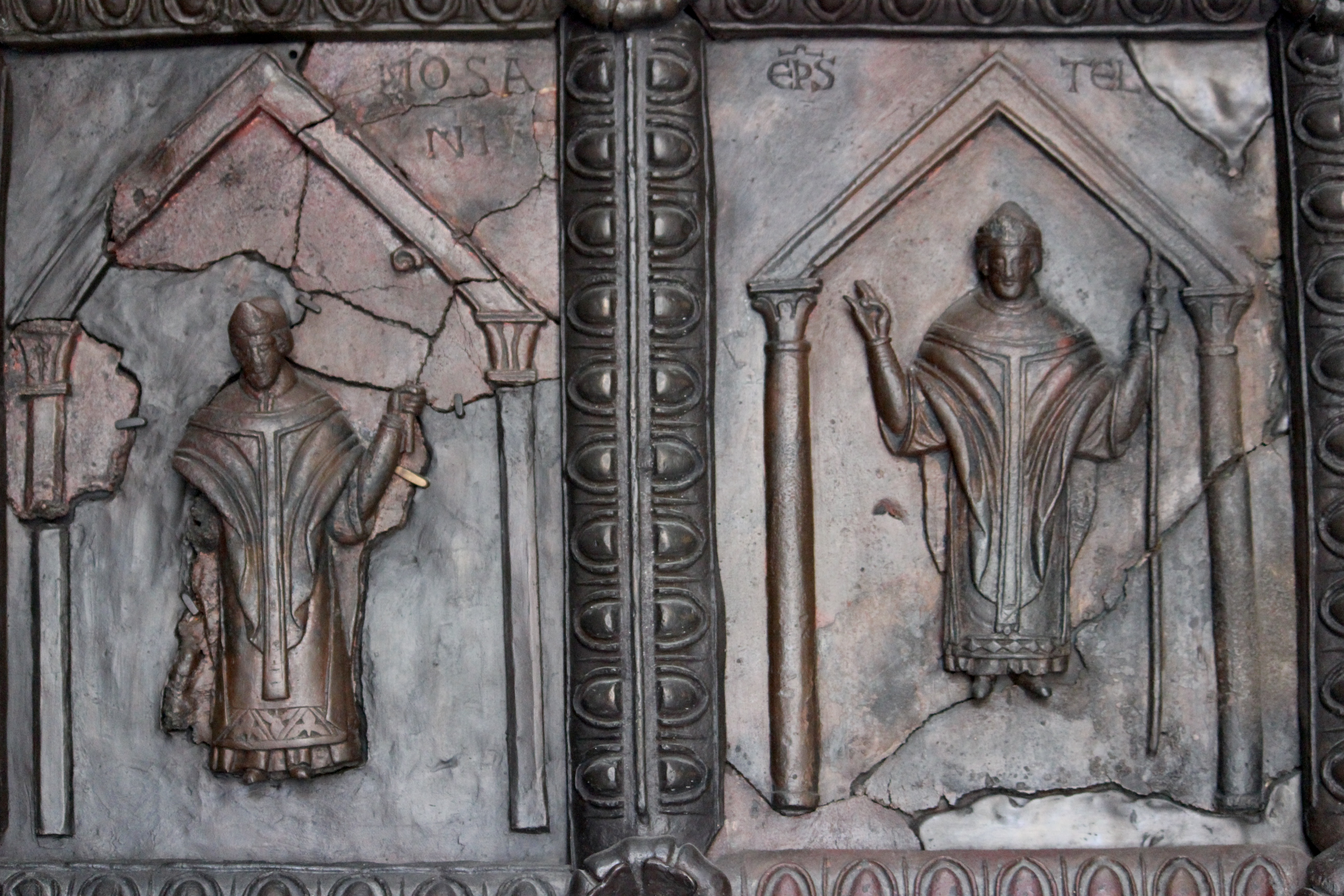
I vescovi di Limosano e di Telesia

L'opera è composta di due battenti e suddivisa in 72 pannelli delimitati da una doppia cornice di ovuli fissati, ai punti di intersezione, da rose in rilievo. I 72 pannelli sono disposti su 9 file orizzontali di 8 riquadri ciascuna.

### I temi dei pannelli
I temi di questi 72 pannelli sono diversi: 43 di essi narrano la storia di Cristo, rappresentando nella sua interezza il mistero cristologico; 25 pannelli raffigurano l'arcivescovo metropolita di Benevento ed i 24 arcivescovi suffraganei; 4 pannelli raffigurano, invece, teste di leoni con anelli.
Elenco delle scene della vita di Gesù Cristo
1. L'Annunciazione
2. La Visita di Maria ad Elisabetta
3. La nascita di Gesù
4. L'annunzio ai pastori
5. I re Magi
6. I Magi ed Erode
7. L'Adorazione dei Magi
8. Un angelo avverte i Magi
9. Sogno di Giuseppe (pannello perduto)
10. La fuga in Egitto (pannello molto danneggiato)
11. La strage degli Innocenti
12. La presentazione al Tempio
13. Gesù con i dottori del Tempio
14. Il Battesimo di Gesù
15. Le nozze di Cana
16. Gesù chiama Pietro e Andrea
17. Gesù chiama Giacomo e Giovanni di Zebedeo
18. La moltiplicazione dei pani
19. Gesù e la Samaritana
20. L'ingresso trionfale di Gesù in Gerusalemme
21. La risurrezione di Lazzaro
22. Gesù guarisce il cieco nato
23. L'ultima cena
24. Gesù lava i piedi a Pietro
25. Gesù nel Getsemani
26. I discepoli addormentati nel Getsemani
27. L'incontro di Gesù con i soldati
28. Il bacio di Giuda
29. Gesù e Caifa
30. Giuda rifiuta i soldi del tradimento
31. La morte di Giuda
32. Il canto del gallo
33. Pilato si lava le mani
34. Gesù viene flagellato
35. "Ecce Homo"
36. Gesù viene aiutato dal Cireneo
37. Gesù in croce
38. Gesù nella tomba
39. Gesù discende agli inferi
40. L'Angelo annuncia alle pie donne la Risurrezione di Gesù
41. Gesù verso Emmaus
42. Gesù Risorto e Tommaso
43. Gesù tra gli Angeli nella gloria

## Attribuzione dell'opera
È ancora incerta la paternità dell'opera. Adolfo Venturi la attribuisce ad un meridionale, Gregorovius avanza l'ipotesi che la porta sia stata presa a Bisanzio e Émile Bertaux nota nello stile dell'opera influenze carolinge e sassoni.

### Oderisio da Benevento
L'ipotesi tradizionale è quella che attribuisce la realizzazione della Janua Major allo scultore Oderisio da Benevento. Costui realizzò la grande porta della Concattedrale di Troia nel 1119, mentre la piccola nel 1127. Sappiamo che Oderisio era ancora vivo nel 1151, in quanto nel 1150 realizzò una delle due porte della Basilica di San Bartolomeo a Benevento e nel 1151 realizzò l'altra, come si poteva constatare dalle iscrizioni che in esse erano incise. Tale constatazione ha portato a ritenere che Oderisio abbia realizzato anche la Janua Major, in quanto la posizione originaria della Basilica di San Bartolomeo era attigua a quella della Cattedrale di Benevento.
Demetrio Salazar e Lenormant sostennero tale ipotesi.
Barbier de Montault, pur notando influssi bizantini nello stile della Janua Major, ritenne che la porta fosse comunque opera di un artefice latino, il quale, anche se non orientale, operò in quel periodo di tempo in cui in Italia meridionale più che in qualunque altra zona della penisola si era diffusa un'arte latina arricchita e contagiata dall'arte greca. Lo studioso francese identificò l'artefice latino in Oderisio, di cui afferma che fu certo una gloria artistica della Benevento del XII secolo.
Almerico Meomartini non condivise questa ipotesi, affermando che, osservando le porte della Concattedrale di Troia, si possa notare facilmente un'enorme divergenza di stile artistico con la Janua Major, in quanto "i quadri delle porte di Troia si riducono ad una semplice lamina piana di bronzo sulla quale Oderisio a colpi di scalpello ha inciso con semplice contorno le sue figure". Aggiunse che "di sculture in rilievo non vi sono che i rosoni con le teste di grifo portanti in bocca l'anello". Per cui, anche tenendo conto dei quarant'anni trascorsi tra la realizzazione delle porte del Duomo di Troia e la Janua, considerò l'arte di Oderisio di molto inferiore a quella della Janua Major, "il quale sapeva sì poco l'arte del fonditore da ricorrere all'opera dello scalpello".

### Cooperazione di più artisti
A queste numerose tesi, si è aggiunta l'ipotesi, avanzata dalla studiosa Paola Della Pergola, secondo cui la porta sarebbe da attribuire a due artisti distinti, a causa di alcune differenze di stile. Tale tesi è stata analizzata anche dallo studioso Mario Rotili. Nel 2013 è stata ipotizzato da Giovanni De Noia che gli autori dell'opera fossero addirittura tre, avanzando i nomi di Bonanno Pisano, Barisano da Trani e quello, tradizionalmente attribuito, di Oderisio da Benevento. Secondo tale tesi, le prime due file di pannelli sarebbero da attribuire ad Oderisio da Benevento, i successivi 28 pannelli a Bonanno Pisano e gli altri 29 a Barisano da Trani.

## Stile e valore artistico
La Janua Major è caratterizzata da uno stile prettamente romanico, tale da essere definita da Adolfo Venturi come "il maggior poema sacro dell'età romanica nel Mezzogiorno d'Italia".
Numerosi sono stati gli studiosi che si sono interessati alla Janua Major: Ciampini, Sarnelli, Borgia, De Vita, Lenormant, Meomartini, Bertaux, Venturi, Leisinger, Zazo, Rotili.
Guido Edoardo Mottini ha affermato: "La sicurezza della composizione e la vivacità plastica sono singolari in quest'opera imponente. La porta del Duomo di Benevento annunzia e promette i miracoli fiorentini dei secoli successivi"
Margotti l'ha definita, invece, "il capolavoro dell'arte beneventana".
Lo studioso dell'opera Giovanni De Noia sostiene che Donatello si sia ispirato a 7 pannelli della Janua Major per attingere da essi gli elementi costitutivi delle sue opere conservate a Padova. Oltre al valore artistico, la Janua Major si configura come un'importante testimonianza storica sulla civiltà medioevale di Benevento, come affermato dallo studioso Francesco Morante.